# 2018年平昌オリンピックのキプロス選手団
2018年平昌オリンピックのキプロス選手団は、2018年2月9日から25日まで大韓民国江原道平昌で開催された2018年平昌オリンピックのキプロス選手団の名簿。

## 選手団
- 人員: 選手 1人
- 開会式旗手: ディノス・レフカリティス

## 種目別選手・スタッフ名簿及び成績

### アルペンスキー
| 選手                     | 種目       | 1回目    | 1回目    | 2回目    | 2回目    | 合計     | 合計     |
| 選手                     | 種目       | 結果     | 順位     | 結果     | 順位     | 結果     | 順位     |
| ------------------------ | ---------- | -------- | -------- | -------- | -------- | -------- | -------- |
| ディノス・レフカリティス | 男子大回転 | 途中棄権 | 途中棄権 | 途中棄権 | 途中棄権 | 途中棄権 | 途中棄権 |
| ディノス・レフカリティス | 男子回転   | 途中棄権 | 途中棄権 | 途中棄権 | 途中棄権 | 途中棄権 | 途中棄権 |